# Callidula arctata
Callidula arctata es una polilla de la familia Callidulidae. Se encuentra en Papúa Nueva Guinea. Fue descrito por primera vez en 1877 por Arthur Gardiner Butler.